# Твинтрон
Твинтро́н (англ. twintron) — интрон, расположенный внутри интрона, который удаляется в ходе последовательных реакций сплайсинга. Твинтроны, как правило, возникают в результате вставки мобильного элемента в уже существующий интрон.

## Описание
Твинтроны были открыты Дональдом Копертино (англ. Donald W. Copertino) и Ричардом Хелликом (англ. Richard B. Hallick) в 1991 году как интроны II группы в геноме хлоропластов эвглены (Euglena). Они установили, что сплайсинг и внешнего, и внутреннего интрона протекает с образованием промежуточных структур вида «лассо». Сплайсинг твинтрона протекает последовательно, и внутренний интрон удаляется раньше, чем внешний. После этого открытия в геномах хлоропластов эвглены были обнаружены твинтроны, внутренний интрон которых является интроном III группы. В 1994 году был описан сложный твинтрон, состоящий из четырех отдельных интронов III группы. В 1994 году твинтроны нашли вне хлоропластов эвглены, а именно, у криптомонады Pyrenomonas salina. В 2004 году несколько твинтронов были найдены у дрозофилы. У миксомицета Didymium iridis отписан твинтрон, в котором и внутренний, и внешний интроны относятся к I группе.
После обнаружений твинтронов у различных организмов была предложена классификация твинтронов. Твинтроны делят на простые, содержащие один внутренний интрон, и сложные, в состав которых может входить несколько внутренних интронов. Обычно и внутренний, и внешний интроны относятся к одной и той же группе. Смешанные твинтроны, состоящие из интронов разных типов, были описаны в гене rps3 эвглены: в этом случае внешний интрон относится к III группе, а внутренний — ко II группе. У Pyrenomonas salina найдены твинтроны, в которых внутренний твинтрон потерял способность к сплайсингу и слился с внешним твинтроном, формируя одну единицу сплайсинга. Впоследствии твинтроны были обнаружены в митохондриальных геномах грибов Cryphonectria parasitica и Chaetomium thermophilumhere, причем один из этих твинтронов, mS1247, — смешанный: внутренний интрон относится ко II группе, а внешний — к I группе. В mS1247 вырезание внутреннего интрона восстанавливает открытую рамку считывания, расположенную внутри внешнего интрона, причем эта рамка считывания кодирует хоминговую эндонуклеазу.